# Brahmane (race bovine)
Pour les articles homonymes, voir Brahmane (homonymie).
Le brahmane (en anglais : Brahman) est une race bovine originaire des États-Unis.

## Origine
Elle est issue de zébus élevés depuis plusieurs milliers d'années en Inde. La vache y est sacrée pour les hindous, aussi son rôle se borne-t-il à donner du lait (la traite est autorisée). Seules de rares ethnies consomment sa viande. Le cuir est touché par cette restriction. Dans certains États, les bovins sont aussi utilisés pour la traction de charrettes ou de charrue. Les hindous ont longtemps refusé de vendre leurs animaux aux Occidentaux, mais quelques reproducteurs avaient pu quitter le sous-continent pour donner des élevages en Australie ou en Amérique (aux États-Unis, au Brésil). Même s'ils ont été croisés avec des bovins européens, leur élevage ultérieur sélectif et en autarcie a conservé les qualités d'origine de leurs géniteurs. La race est donc issue du métissage de plusieurs races indiennes, mais n'est pas élevée dans ce pays. Les races principales utilisées sont gir et ongole.
Cette race est utilisée en support à de nombreux croisement raciaux, alliant les qualités de rusticité et de résistance aux maladies du zébu à la productivité des races européennes.
- Brahmousin : brahmane x limousine
- Braford : brahmane x hereford
- Brangus : brahmane x angus
- Charbray : charolaise x brahmane
- Santa Gertrudis : brahmane x shorthorn
- Beefmaster : brahmane x hereford x shorthorn
- Droughtmaster : brahmane x hereford
- Mandalong : Charolaise x Shorthorn x british White x Brahmane.

## Morphologie
Elle porte une robe gris clair et les muqueuses sont noires. Les cornes sont très courtes et les oreilles larges sont pendantes. Le garrot est surmonté d'une bosse caractéristique des zébus.

## Aptitudes
C'est une race façonnée par plusieurs millénaires de sélection naturelle dans un environnement difficile et changeant. Elle a développé une adaptation qui la rend très intéressante dans les croisements pour le bétail de zone tropicale.
- Résistance aux insectes et aux maladies qu'ils véhiculent.
- Résistance à la chaleur: la peau est sombre (moindre sensibilité) et le poil clair. (réflexion d'une partie de la lumière) La peau est lâche et possède des glandes sudoripares : elle permet une grande surface d'échange et donc d'aptitude à se refroidir. Des études menées dans le Missouri ont démontré une moins grande chaleur interne: il y a moins de chaleur à évacuer et la nourriture absorbée est plus efficacement utilisée pour fabriquer des protéines.
- Aptitude à faire des réserves : la bosse sur le garrot se remplit lors de la mousson et constitue une réserve pendant la saison sèche.
- Adaptation à la sécheresse. Le besoin en eau est réduit et autorise que l'abreuvage ne soit pas quotidien.

## Galerie

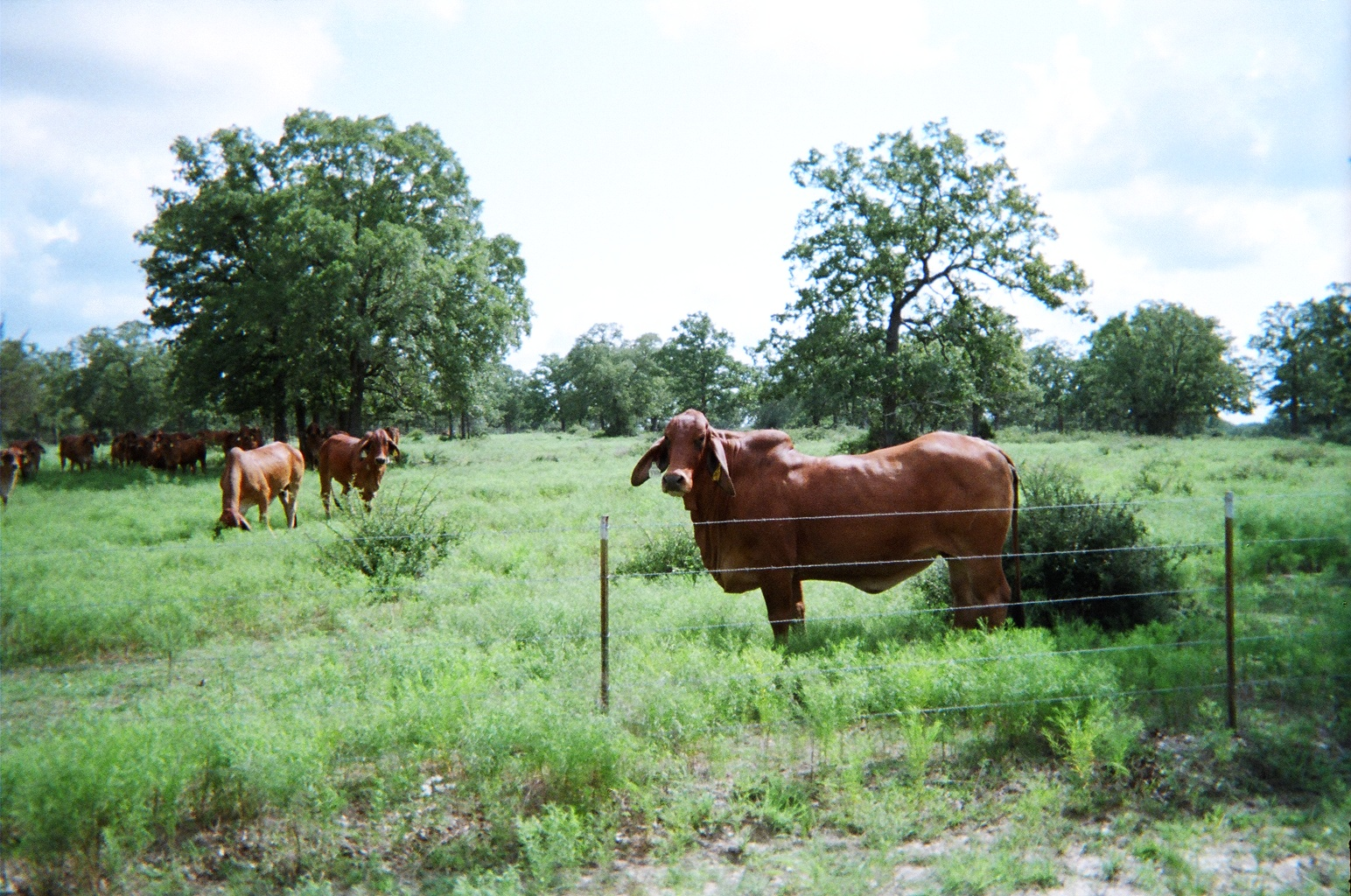
Vache brahmane rouge.
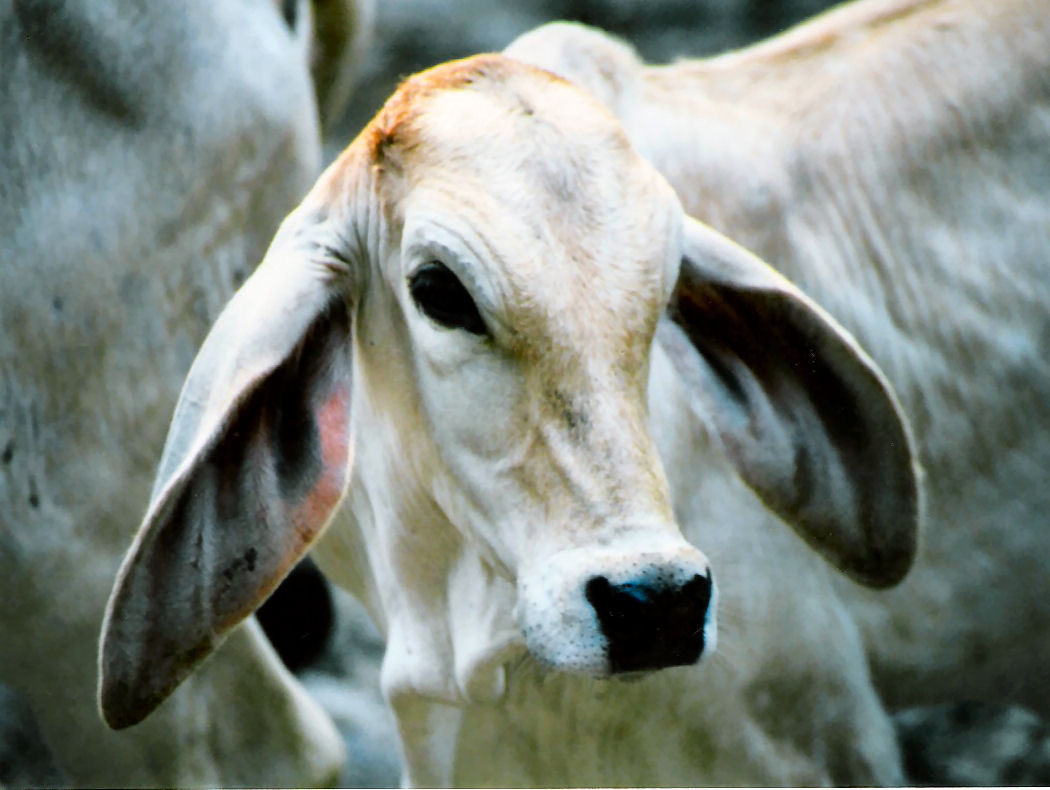
Jeune veau brahmane.
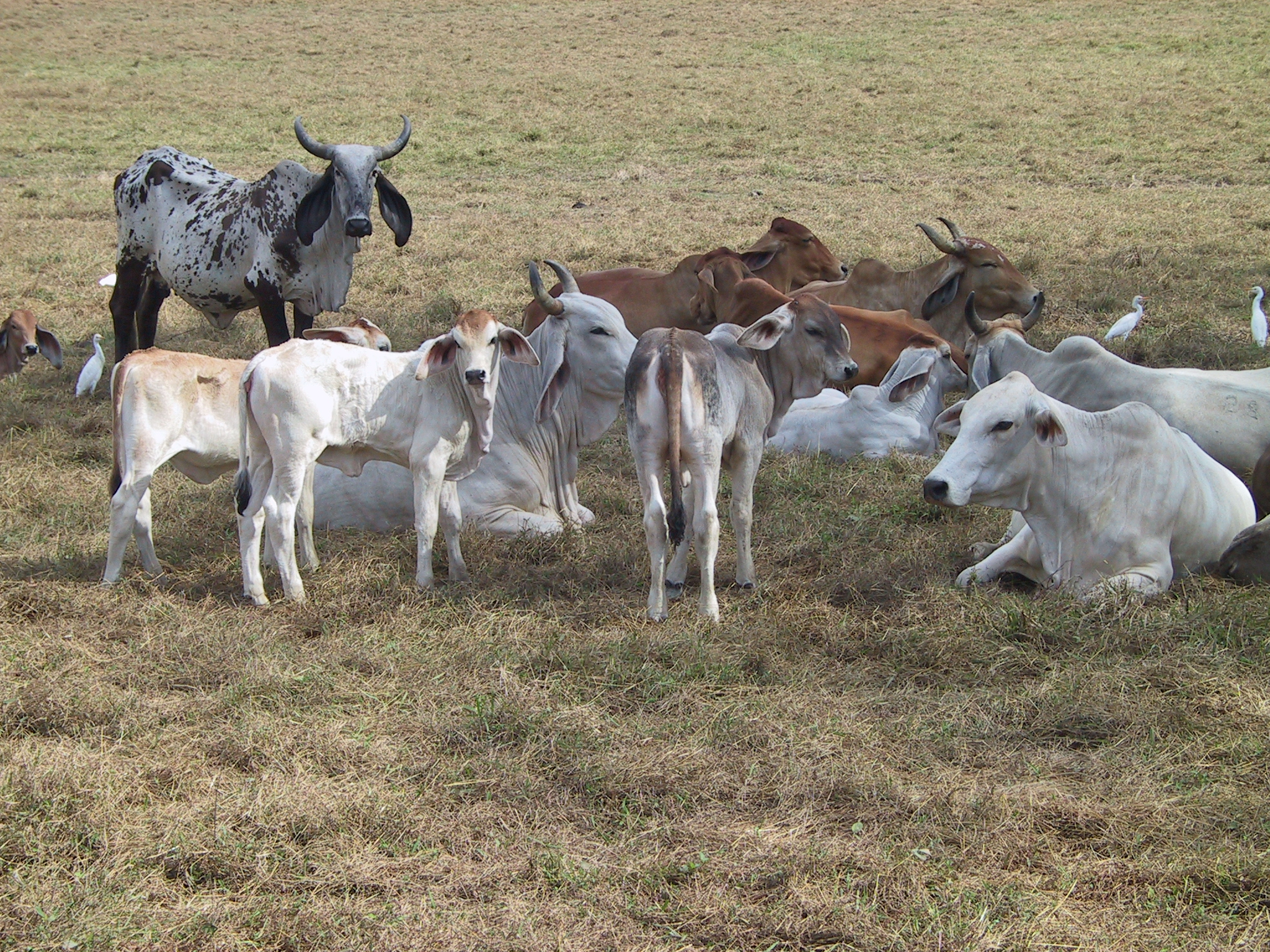
Troupeau de brahmanes
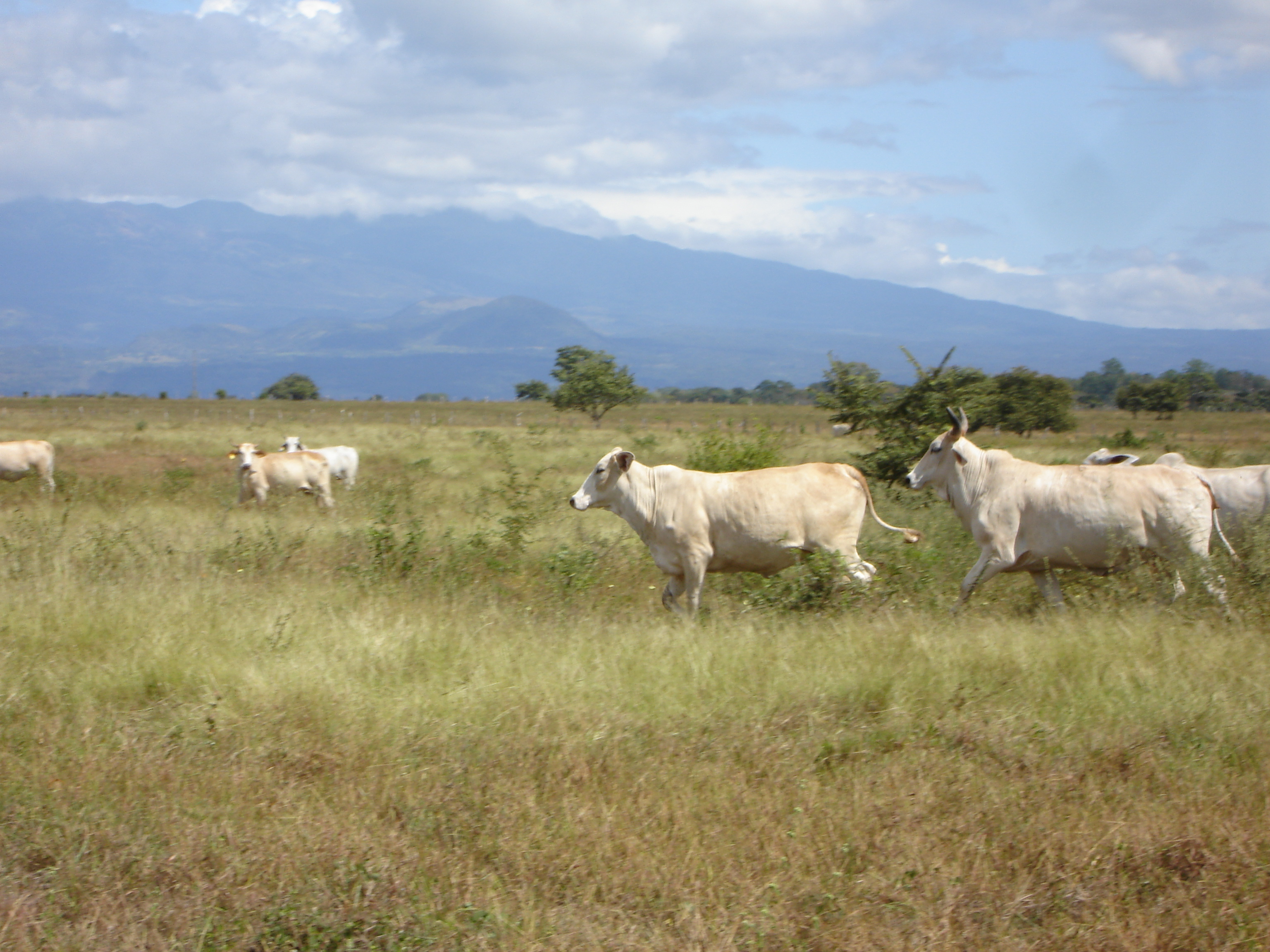
Brahmane au pâturage.